# Amphianthus margaritaceus
Amphianthus margaritaceus is een zeeanemonensoort uit de familie Hormathiidae.
Amphianthus margaritaceus is voor het eerst wetenschappelijk beschreven door Danielssen in 1890.